# Bradysia paranocturna
Bradysia paranocturna är en tvåvingeart som beskrevs av Hans-Georg Rudzinski 1994. Bradysia paranocturna ingår i släktet Bradysia och familjen sorgmyggor.
Artens utbredningsområde är Tjeckien. Inga underarter finns listade i Catalogue of Life.